# Dansk Universitetspædagogisk Netværk
Dansk Universitetspædagogisk Netværk (DUN) startede i 1994 som et netværk blandt universitetsfolk, og har siden da været et centralt omdrejningspunkt for udviklingen af universitetspædagogik i Danmark.
DUN er i dag et nationalt netværk med medlemskab af samtlige danske universiteter, omkring 1500 medlemmer, en årlig universitetspædagogisk konference og et universitetspædagogisk tidsskrift, Dansk Universitetspædagogisk Tidsskrift med to årlige udgivelser.